# Винстед (Конектикат)
Винстед (енгл. Winsted) насељено је место без административног статуса у америчкој савезној држави Конектикат.

## Демографија
По попису из 2010. године број становника је 7.712, што је 391 (5,3%) становника више него 2000. године.
| Група             | 2000.         | 2010.         |
| Белци             | 6.747 (92,2%) | 6.876 (89,2%) |
| Афроамериканци    | 112 (1,5%)    | 167 (2,2%)    |
| Азијати           | 82 (1,1%)     | 98 (1,3%)     |
| Хиспаноамериканци | 294 (4,0%)    | 503 (6,5%)    |
| Укупно            | 7.321         | 7.712         |